# Epsom
Epsom je město v anglickém hrabství Surrey v jihovýchodní Anglii. K roku 2011 mělo 31 746 obyvatel a rozloha města je 18,04 km². Ve městě se narodila například britská herečka Julia Ormond nebo bývalý manažer rockové skupiny The Moody Blues Tony Secunda. Nedaleka města pramení řeka Hogsmill a podle města má triviální název epsomská sůl i síran hořečnatý. Město je známé také svými koňskými dostihy Epsom Derby, které mají svoji tradici již od 17. století.

## Historie

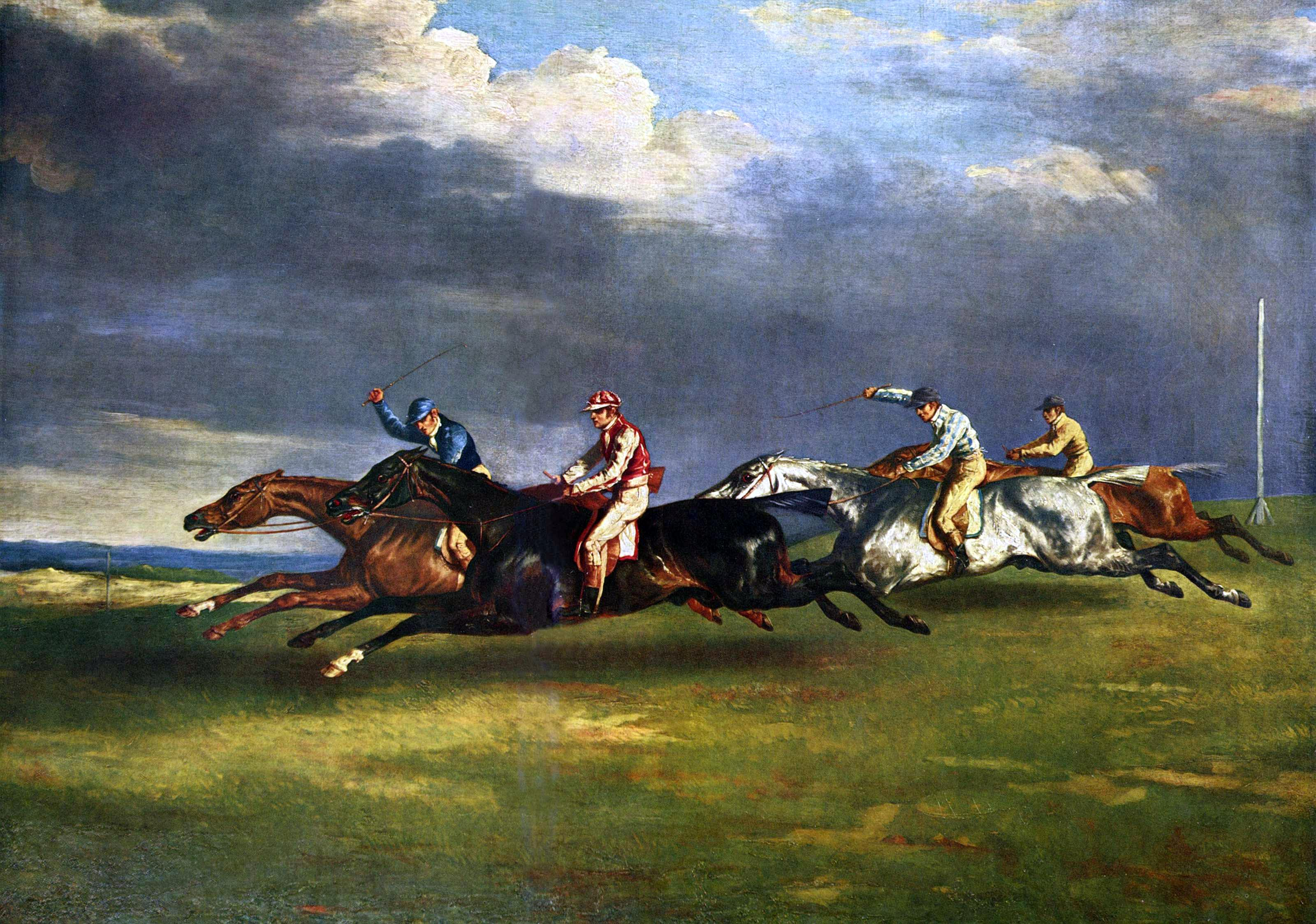
Malba Théodora Géricaulta z roku 1821 zobrazující koňské dostihy v Epsomu

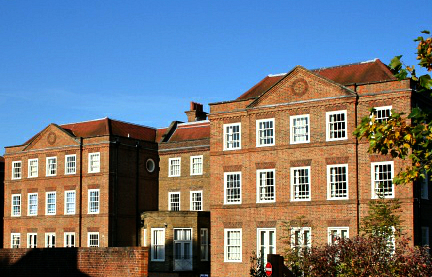

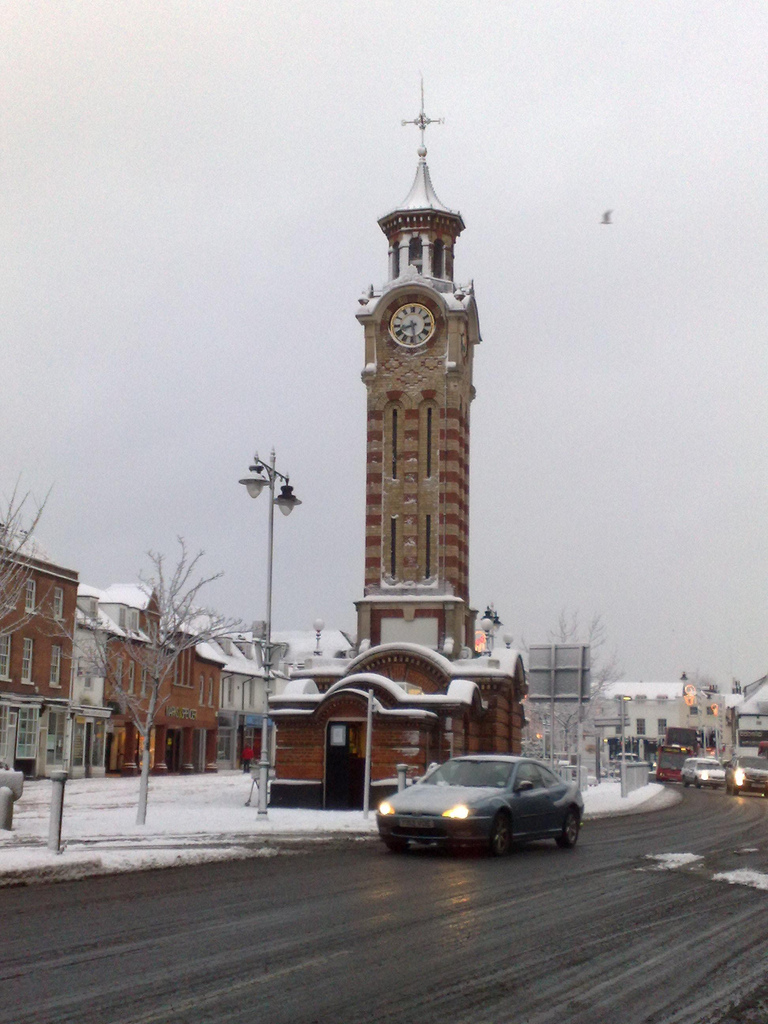
Epsom Clock Tower

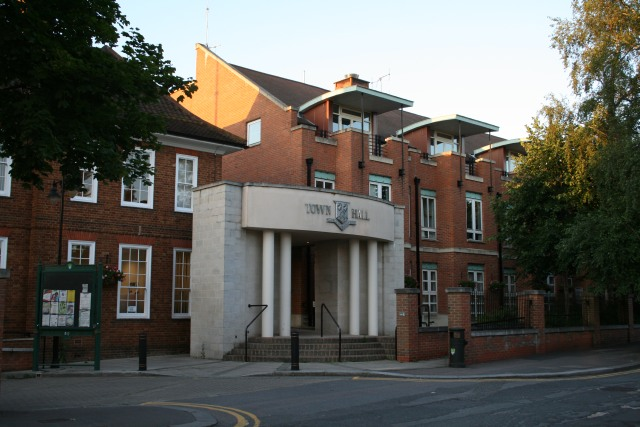
Městská radnice

První předmět, který svědčí o osídlení dnešního území Epsomu, je brož, která je datována asi do 7. století a jež byla nalezena v Epsomu. V současné době se nachází v Britském muzeu v Camdenu, v Londýně. Též biskup Erkenwald se o Epsomu zmiňuje ve spisu, kde městu daruje 20 hektarů půdy. V roce 1086 se pak Epsom, pod jménem Evesham, objevil i v zápisech Domesdayské kroniky, kde je uvedeno, že obec vlastní 11 popluží, 2 kostely, 2 mlýny, 18 pluhů, 24 akrů luk a lesy v hodnotě dvaceti vepřů. V kronice je též uvedeno, že ve vesnici bylo 38 domácností.
V 17. století se v Epsomu poprvé pořádaly koňské dostihy zvané Epsom Downs. Ty uspořádal Edward Smith Stanley, 12. hrabě z Derby. Od roku 1780 se dostihy pořádají pravidelně, avšak pod názvem Epsom Derby. Samotné závody sloužily hlavně pro pobavení lázeňských hostů, především v 18. století.
Město zažívalo velký rozkvět v době georgiánského období, kdy bylo známé svým lázeňstvím.

## Služby
Budova Epsom Clock Tower byla postavena v roce 1847 a měla nahradit starou strážnici, která ve městě stála od 17. století. Ashley Centre je nákupní středisko postavené v roce 1980. Mimo tyto budovy je město převážně nové. Vystavěny zde byly kavárny, fitness, kino i zábavní centrum. Sídlí zde též Univerzita výtvarných umění, kde, mimo jiné, studovala i Victoria Beckham. Ve městě se také nachází několik dalších škol, také jedna dívčí škola.
Ve městě se nachází celkem pět nemocnic; Manor Hospital, založená roku 1899, St Ebba's Hospital, která ve městě stojí od roku 1902, a Horton Hospital, jež byla založena o rok později. Dále také Long Grove Hospital a West Park Hospital, což byl původně lazaret. V Epsomu je též hasičská a policejní stanice.

## Doprava
V Epsomu je nejdůležitějším dopravním spojem železnice. Jezdí odsud časté spoje do Londýna i jiných měst. V roce 1929 byla zavřena vedlejší vlaková stanice. Později byly vystavěny dvě nové železniční tratě. Roku 1905 byla z hlavní tratě postavena odbočující železniční trať zvaná Horton Light Railway, která vede do psychiatrické léčebny. Pravidelná autobusová linka taktéž spojuje Epsom s Londýnem a přilehlými městy.

## Známí lidé
- Petula Clark, zpěvačka
- Warwick Davis, herec
- Kelly Reillyová, herečka
- Tom Felton, herec
- Alex Kingston, herečka
- Andy Johns, hudební producent a zvukař
- Julia Ormond, herečka
- Martin Parr, fotograf
- Simon Starling, umělec
- Andrew Garfield, herec
- Jimmy Page, kytarista Led Zeppelin
- Nici Sterling, pornoherečka
- Jody Morris, fotbalista